# Nueva Trova
Nueva Trova is een muziekrichting die in de jaren zestig op Cuba ontstond. In 1973 werd de Nueva Trova-beweging opgericht, waarin de beoefenaars van deze stijl zich hadden verenigd. In 1986 werd deze beweging weer opgeheven. 
Een trova is in het Spaans een literair gedicht of lied. Nueva Trova wil zoveel zeggen als 'nieuw lied'. De zangers waren moderne troubadours: volkszangers die zich lieten inspireren door traditionele muziek, en die lyrische en poetische teksten zongen. De liederen werden vaak door politieke kritiek gekleurd. Favoriete thema's waren armoede en imperialisme, maar ook persoonlijke ervaringen in het communistische Cuba. De Cubaanse regering stond aanvankelijk positief tegenover de Nueva Trova, vanwege de revolutionaire thema's die de liederen aansneden.
De pioniers van de Nueva Trova waren Silvio Rodríguez, Pablo Milanés en Noel Nicola. Zij hielden zich bezig met protestliederen, en werden kritisch gevolgd door de overheid. Haydée Santamaría, directeur van het aan het Ministerie van Cultuur verbonden Casa de las Américas, nodigde hen in februari 1968 uit tot het houden van een recital. De drie zangers besloten zich te verenigen in de Nueva Trova-beweging, waarin ze een beperkte mate van artistieke vrijheid vonden. Het succes van deze beweging is voor een belangrijk deel te danken aan de inspirerende inbreng van Noel Nicola, die tot 1977 voorzitter was.
Door de positieve opstelling van de regering en door pogingen de Nueva Trova te sturen werd de beweging aanvankelijk gezien als een pro-Castro-groepering. Maar doordat de zangers er niet voor terugschrokken om hun kritiek op het regime een plek te geven in de liederen, werden de vertolkers uiteindelijk toch met argwaan gevolgd. Enkelen werden voor kortere tijd gestraft, bij wijze van waarschuwing.
Behalve Silvio Rodríguez, Pablo Milanés en Noel Nicola zijn ook Vicente Feliú en Carlos Varela belangrijke vertolkers van de Nueva Trova.
In de Spaanstalige wereld, en met name in Latijns-Amerika, werd de Nueva Trova zeer populair. Doordat de teksten belangrijker zijn dan de muziek, raakte het genre in anderstalige landen minder bekend.